# Myotis lucifugus
Myotis lucifugus es una especie de murciélago de la familia Vespertilionidae.

## Distribución geográfica
Myotis lucifugus puede ser hallado en todo el norte de América del Norte, desde el norte de México hasta las regiones internas de Alaska. Este es el murciélago más abundante que se puede hallar en Estados Unidos y Canadá.